# 20604 Vrishikpatil
20604 Vrishikpatil là một tiểu hành tinh vành đai chính với chu kỳ quỹ đạo là 1330.3317600 ngày (3.64 năm).
Nó được phát hiện ngày 8 tháng 9 năm 1999.